# Cyril Bartoň z Dobenína
Cyril Adolf, rytíř Bartoň z Dobenína, po roce 1918 Cyril Bartoň-Dobenín (24. prosince 1863 Vysoká Srbská – 29. května 1953, Náchod) byl textilní průmyslník a filantrop. 

## Život

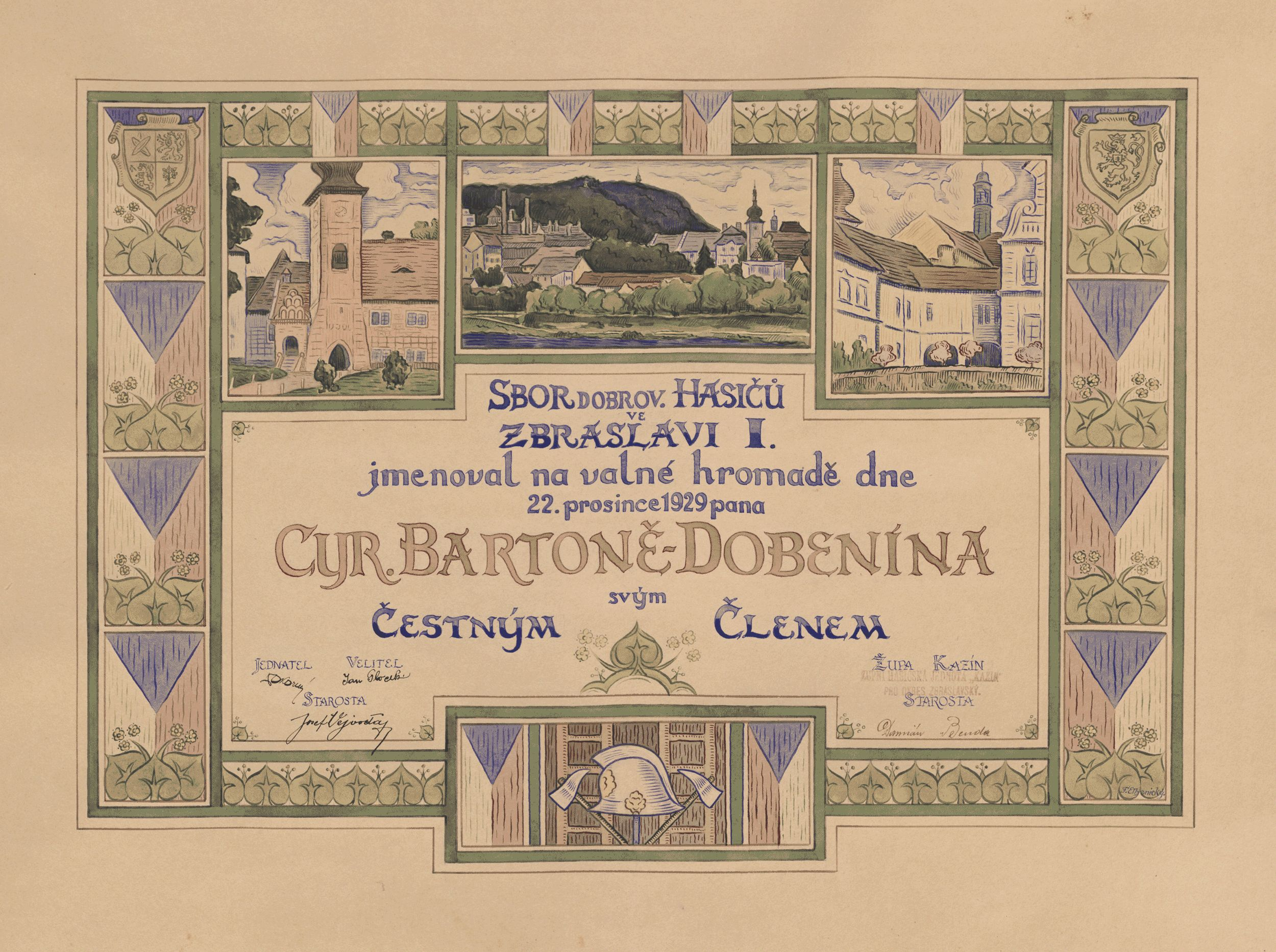
Diplom čestného člena Sboru dobrovolných hasičů ve Zbraslavi z roku 1929 udělený Cyrilu Adolfu Bartoňovi z Dobenína (SOA Praha)

Stejně jako jeho otec Josef Bartoň z Dobenína se zapojil do práce v rodinné továrně v Náchodě. Roku 1910 se koupí stal novým vlastníkem průmyslem zdevastované prelatury zbraslavského kláštera a dal ji přestavět podle návrhu Dušana Jurkoviče na zámek. Průzkum a rekonstrukci vedl stavitel ing. Otakar Nypl.
Za zásluhy o rozkvět Zbraslavi byl Cyril Bartoň roku 1927 jmenován čestným občanem Zbraslavi a na jeho památku je na zámecké věži umístěna pamětní deska s nápisem „Co průmysl zničil, průmyslník Cyril Bartoň obnovil“.
Byl též posledním majitelem velkostatku a zámku v Tvoršovicích před jeho zestátněním v roce 1948. Zemřel 29. května 1953 v Náchodě ve věku 89 let. Pohřben byl na Městském hřbitově v Náchodě.

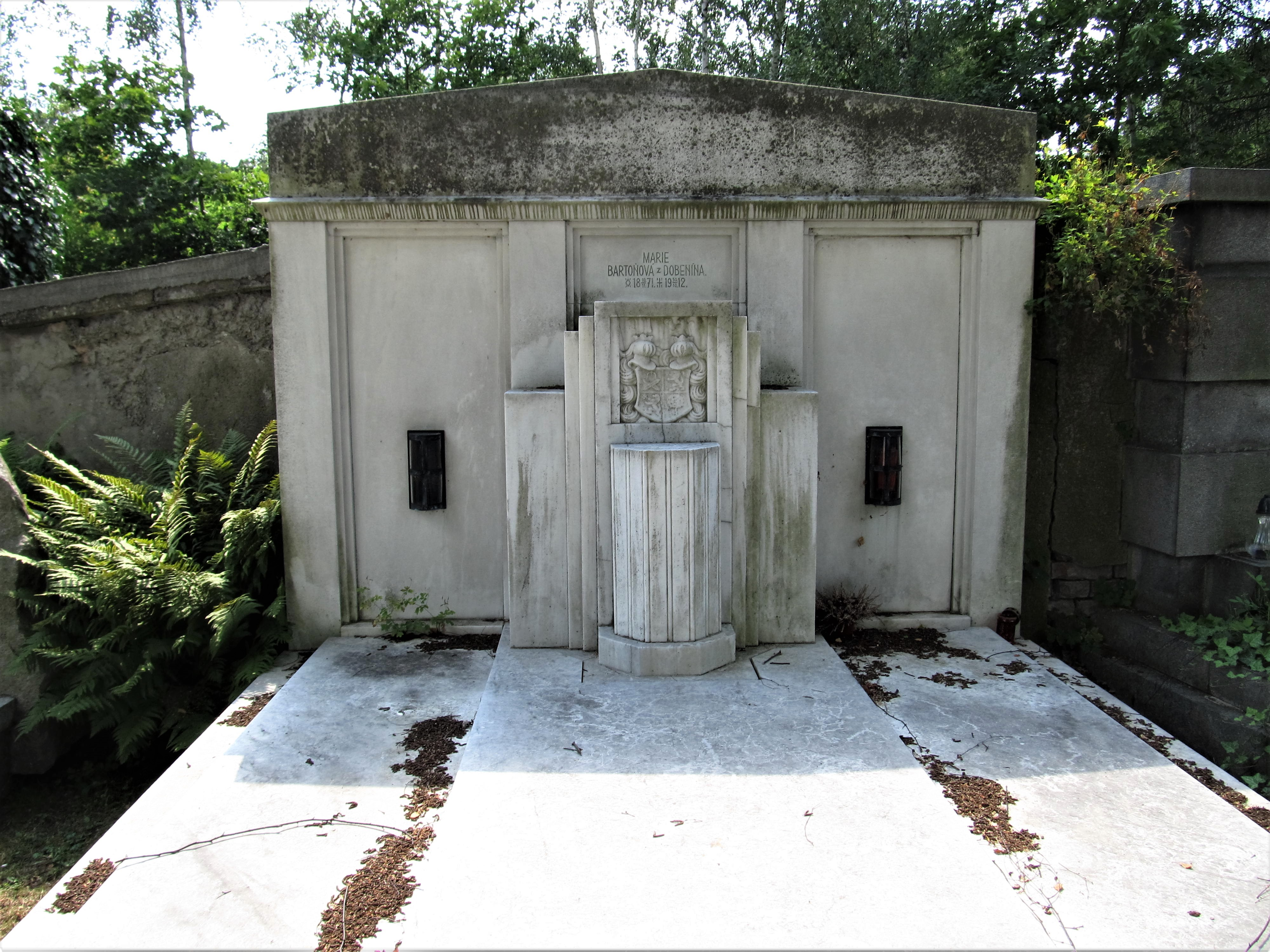
Rodinná hrobka C. Bartoně z Dobenína na Městském hřbitově v Náchodě

Jeho dědicové v 90. letech 20. století zámek v Tvoršovicích zrestituovali a dnes se na jeho pozemcích nachází golfové hřiště společnosti Golf Konopiště a.s.